# T'empêches tout le monde de dormir (émission de télévision)
Ne doit pas être confondu avec T'empêches tout le monde de dormir (film).
T'empêches tout le monde de dormir est une émission de télévision française diffusée sur M6 le mardi soir en deuxième partie de soirée à 22 h 50 du 12 septembre 2006 au 24 juin 2008 et présentée par Marc-Olivier Fogiel. 
Elle est dans la continuité d’On ne peut pas plaire à tout le monde, présenté sur France 3 par le même animateur de 2000 à 2006. 
En janvier 2008, le producteur-animateur déclare sur Canal+ que cette émission risque d'être supprimée en raison de ses médiocres résultats d'audience : « Pour être honnête, rien n'est décidé pour l'avenir de l'émission en septembre prochain. Elle peut s'arrêter comme continuer. Nous sommes en train de discuter avec M6 de la meilleure façon de poursuivre notre collaboration et cela ne passe pas forcément par une nouvelle saison de T'empêches tout le monde de dormir » ».
La tendance se poursuit au début de l'année 2008 (l'émission ne parvient jamais à réunir 18 % d'audience) et confirme même une chute d'audience le 22 janvier 2008 avec seulement 810 000 téléspectateurs, soit à peine 250 000 foyers. Pire encore, le 11 mars 2008, l'émission obtient un score encore plus faible avec seulement 10,4 % d'audience (PDM) et 794 000 téléspectateurs (soit moins de 250 000 foyers).
Le 23 mai 2008, Bibiane Godfroid, directrice des programmes de M6, a confirmé la suppression de l'émission à l'issue de la saison 2007-2008.
Mardi 24 juin 2008, l’ultime rendez-vous en direct de T'empêches tout le monde de dormir a attiré l’attention de 1.09 million de fidèles, soit 15,9 % du public présent devant son petit écran de 23 h 10 à 1 h 10 du matin.
3 semaines de best-of ont ensuite suivi jusqu'au 15 juillet 2008.